# Vittorio Lazzarini
Vittorio Lazzarini (Venezia, 7 dicembre 1866 – Padova, 12 luglio 1957) è stato un paleografo italiano.

## Biografia
Laureatosi nel 1889 in storia presso l'Università di Padova percorse successivamente la carriera politica, divenendo consigliere comunale a Venezia tra il 1892 e il 1893. Spostatosi a Padova, fu prima assistente nel Museo civico e in seguito direttore tra il 1903 e il 1910. Fu professore di paleografia e diplomatica presso l'Università di Padova dal 1910 al 1936 e anche presidente della facoltà di lettere e direttore della Scuola storico-filologica delle Venezie. Fu inoltre socio dell'Istituto veneto di scienze, lettere ed arti.
Ha fornito contributi riguardano vari aspetti della storia della Repubblica di Venezia, con saggi sulle vicende storiche e politiche, la letteratura e l'arte, con particolare riguardo alla scuola di Francesco Squarcione.